# Saint-Blaise-du-Buis
Saint-Blaise-du-Buis ist eine französische Gemeinde mit 1.064 Einwohnern (Stand: 1. Januar 2022) im Département Isère in der Region Auvergne-Rhône-Alpes. Sie gehört zum Arrondissement Grenoble und zum Kanton Tullins. Die Einwohner werden Buissards genannt.

## Geographie
Die Gemeinde Saint-Blaise-du-Buis liegt sieben Kilometer westlich von Voiron und etwa 26 Kilometer nordnordwestlich von Grenoble. Der Fluss Fure begrenzt die Gemeinde im Westen. Umgeben wird Saint-Blaise-du-Buis von den Nachbargemeinden Apprieu im Westen und Norden, Chirens im Nordosten, La Murette im Osten sowie Réaumont im Süden.
Am südwestlichen Rand der Gemeinde führt die Autoroute A48 entlang.

## Bevölkerungsentwicklung
| Jahr                       | 1962 | 1968 | 1975 | 1982 | 1990 | 1999 | 2011 | 2021 |
| -------------------------- | ---- | ---- | ---- | ---- | ---- | ---- | ---- | ---- |
| Einwohner                  | 402  | 379  | 556  | 738  | 826  | 853  | 1002 | 1074 |
| Quellen: Cassini und INSEE |      |      |      |      |      |      |      |      |

## Sehenswürdigkeiten

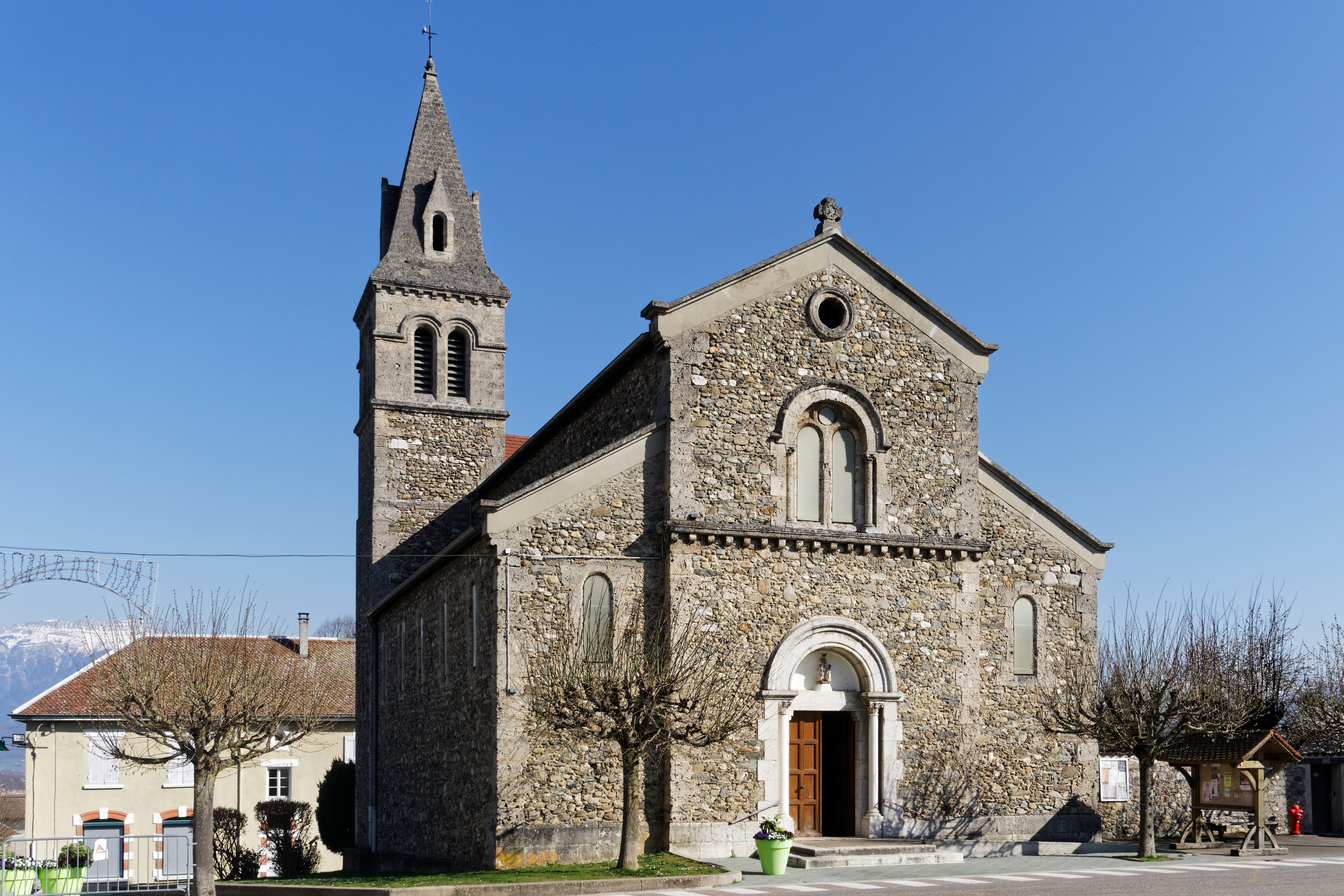
Kirche Saint-Blaise-et-Saint-Christophe
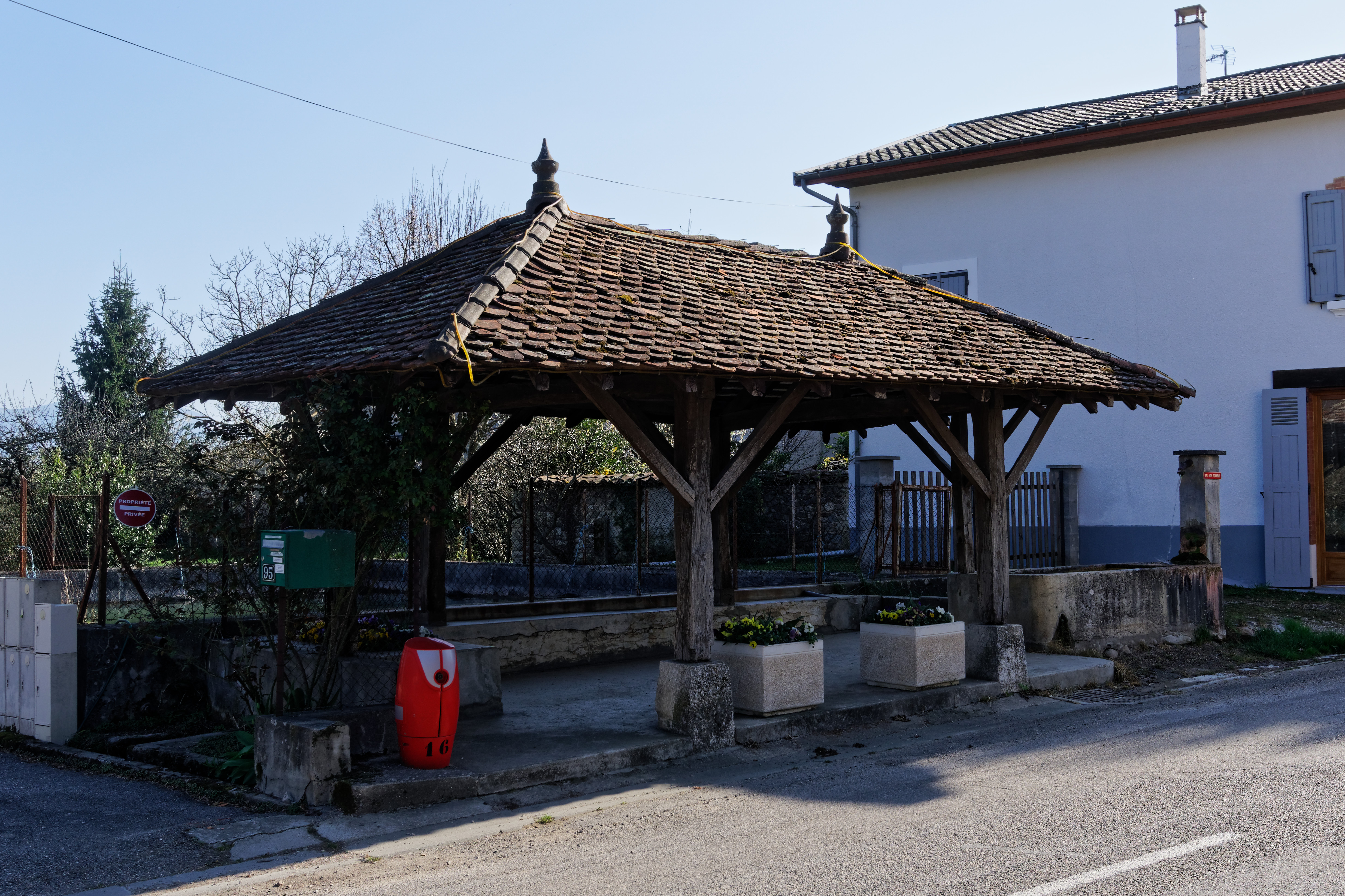
Lavoir
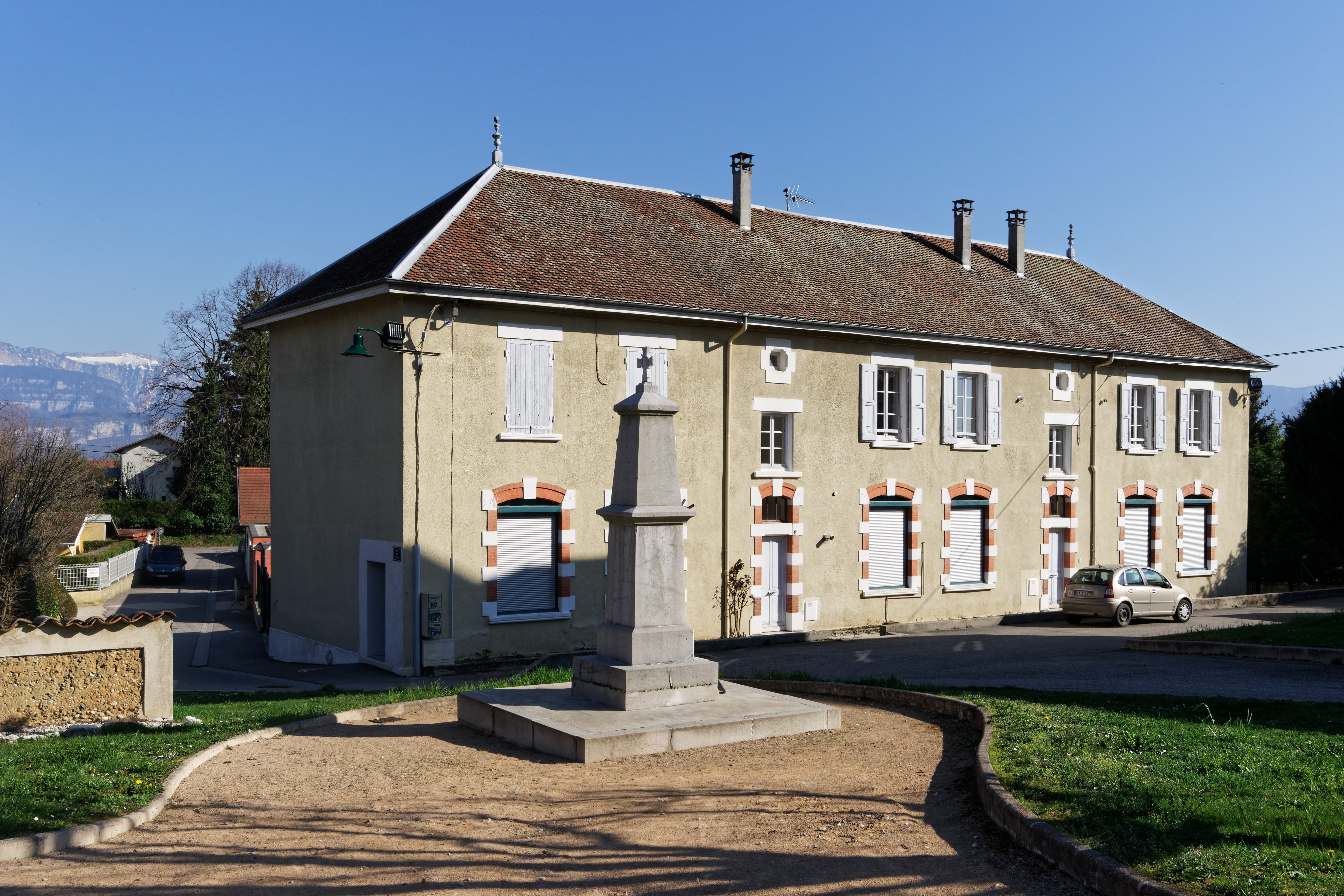
Schule
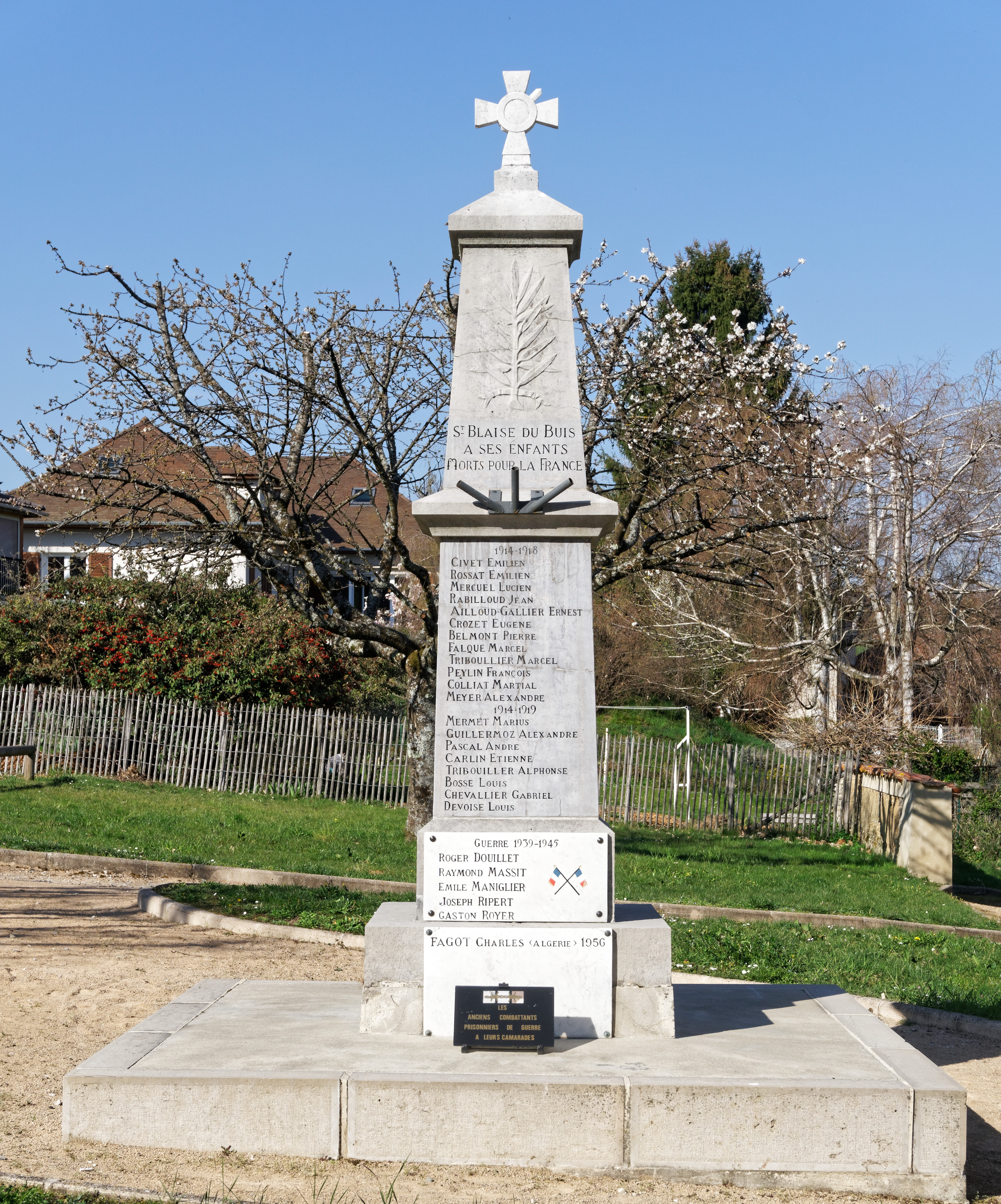
Gefallenendenkmal

- Kirche Saint-Blaise-et-Saint-Christophe
- Lavoir
- Schule
- Gefallenendenkmal